# Oropós (ort)
Oropós är en ort i Grekland.   Den ligger i prefekturen Nomós Prevézis och regionen Epirus, i den centrala delen av landet, 290 km nordväst om huvudstaden Aten. Oropós ligger 130 meter över havet och antalet invånare är 784.
Terrängen runt Oropós är kuperad åt nordväst, men åt sydost är den platt.Runt Oropós är det ganska glesbefolkat, med 26 invånare per kvadratkilometer. Närmaste större samhälle är Kanaláki, 12,8 km nordväst om Oropós. == Kommentarer ==
1. ↑  Framräknat ur variansen i alla höjduppgifter (DEM 3") från Viewfinder Panoramas, inom 10 km radie.[2] Mer om algoritmen finns här: Användare:Lsjbot/Algoritmer.